# Stair (East Ayrshire)
Stair ist ein Weiler im Westen der schottischen Council Area East Ayrshire beziehungsweise in der traditionellen Grafschaft Ayrshire. Er liegt jeweils rund elf Kilometer östlich von Ayr und südlich von Kilmarnock am linken Ufer des Ayr, welcher an dieser Stelle die Grenze zur benachbarten Council Area South Ayrshire markiert.

## Geschichte
Im späten 16. oder frühen 17. Jahrhundert entstand ein Tower House in Stair. Es zählte zu den Besitztümern der Earls of Stair, die es im späten 17. Jahrhundert zum heutigen Herrenhaus Stair House erweitern ließen, das ihnen als Stammsitz diente. Eine Kirche wurde im Jahre 1706 in Stair errichtet. Die heutige neogotisch ausgestaltete Stair Parish Church stammt aus dem Jahre 1864.

## Verkehr
Stair ist an der B730 gelegen, die heute von geringer verkehrstechnischer Bedeutung ist. Sie quert über die 1745 errichtete Stair Bridge den Ayr, die in der Vergangenheit eine höhere Bedeutung besaß. Innerhalb von zehn Kilometern sind mit der A70 (Edinburgh–Ayr), der A76 (Kilmarnock–Dumfries) sowie der A77 (Glasgow–Portpatrick) drei überregionale Fernverkehrsstraßen erreichbar.